# Układ hormonalny
Układ hormonalny, układ wewnątrzwydzielniczy, układ dokrewny, układ endokrynny – układ narządów występujący u zwierząt, składający się z gruczołów dokrewnych i wyspecjalizowanych komórek warunkujących wydzielanie hormonów.
Układ hormonalny w organizmach żywych pełni rolę regulacyjną w zapewnieniu homeostazy. Wraz z układem nerwowym i regulacją na poziomie tkankowym, układ hormonalny stanowi niezbędny mechanizm przystosowawczy do zmieniających się warunków środowiska zewnętrznego i wewnętrznego.
Wydzielanie hormonów podlega zarówno kontroli na drodze sprzężeń zwrotnych, jak i regulacji ze strony układu nerwowego.

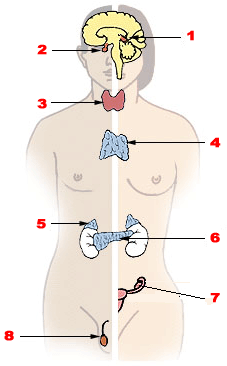
Główne gruczoły (mężczyzna po lewej, kobieta po prawej.) 1. Szyszynka 2. Przysadka mózgowa 3. Tarczyca 4. Grasica 5. Nadnercze 6. Trzustka 7. Jajnik 8. Jądro

## Podwzgórze
Część międzymózgowia w której znajdują się m.in. komórki nerwowe, które potrafią zmienić sygnał elektryczny na biochemiczny. Wydzielanie substancji dokrewnych przez neurony nazywa się neurosekrecją.
Hormony:
- wazopresyna (ADH, AVP) – wzmaga resorpcję zwrotną wody w nerkach, poprzez zwiększenie ilości akwaporyn wbudowanych w błonach komórek. W wyniku działania hormonu antydiuretycznego dochodzi do zmniejszenia diurezy (ilości produkowanego moczu) oraz wzrostu ciśnienia krwi.
- oksytocyna – pobudzanie skurczów mięśni gładkich macicy i wydzielania mleka
- hormony sterujące czynnością przysadki – regulacja wydzielania hormonów przysadki.

## Przysadka mózgowa
(nieparzysty gruczoł położony u podstawy mózgu):
- somatotropina (GH):

1. pobudza wzrost organizmu
2. pośrednio wpływa na wzrost kości długich
3. wzmaga transport aminokwasów
4. ukierunkowuje metabolizm
5. przyczynia się do wzrostu poziomu glukozy we krwi
6. pobudza rozkład tłuszczów zapasowych
7. zatrzymuje jony wapniowe i fosforanowe

Niedobór somatotropiny u dzieci powoduje karłowatość (jeśli jest to niedobór pierwotny to karłowatość przysadkową). Natomiast zbyt duże wydzielanie GH powoduje u dzieci gigantyzm, a u dorosłych akromegalię.
- prolaktyna (PRL) (hormon laktotropowy) – zapoczątkowuje i podtrzymuje wydzielanie mleka
- hormony tropowe:
  - tyreotropina (TSH) – pobudza wydzielanie hormonów (tyroksyny) przez tarczycę
  - adrenokortykotropina (ACTH) – pobudza wydzielanie hormonów przez korę nadnerczy
  - lipotropina – pobudza rozkład tłuszczów zapasowych
  - gonadotropiny – pobudzają rozwój i czynności gonad: jajników lub jąder:
    - folitropina (FSH) – u kobiet pobudza wzrost i dojrzewanie pęcherzyka jajnikowego, a u mężczyzn pobudza spermatogenezę
    - lutropina (LH) – powoduje jajeczkowanie; pobudza wydzielanie testosteronu przez komórki śródmiąższowe jąder

## Szyszynka
- melatonina – powoduje agregacje ziaren barwnika melaniny; wpływa na ośrodki snu i czuwania; opóźnia dojrzewanie płciowe.

## Tarczyca
- tyroksyna (T4) i trójjodotyronina (T3)

1. wzmaga podstawową przemianę materii
2. pobudza syntezę białek
3. zmniejsza poziom cholesterolu we krwi

- kalcytonina – przesuwa wapń z krwi do kości, zwiększając uwapnienie kości

## Przytarczyce
- parathormon (PTH) – jedyny hormon produkowany przez przytarczyce; małe, parzyste gruczoły leżące na rogach tarczycy. Jest to podstawowy hormon regulujący gospodarkę wapniową w organizmie (wraz z innym hormonem antagonistą kalcytoniną, produkowaną przez tarczycę). Parathormon powoduje uwalnianie jonów wapnia z kości (które są głównym rezerwuarem jonów wapnia dla organizmu) do krwi, wówczas gdy poziom tych jonów we krwi spada.

## Grasica
- tymozyna (tymulina) – indukują różnicowanie i dojrzewanie limfocytów T
- tymopoetyna – hamuje przewodzenie impulsów pomiędzy neuronami a komórkami mięśniowymi – kontroluje siłę skurczu mięśni (działa na płytkach motoneuronalnych w połączeniach akson-komórka mięśniowa)

## Trzustka
- glukagon (komórki A) – podwyższenie stężenia glukozy we krwi
- insulina (komórki B) – obniżenie stężenia glukozy we krwi

1. obniża stężenie glukozy we krwi, ułatwiając transport glukozy do komórek
2. zwiększa syntezę białek i tłuszczów

Względny lub bezwzględny niedobór insuliny jest przyczyną zaburzeń gospodarki węglowodanowo-lipidowej z cukrzycą włącznie, zaś jej nadmiar jest przyczyną hipoglikemii.
- somatostatyna (komórki D) – hamuje wydzielanie hormonów jelitowo-żołądkowych oraz hamuje działanie gastryny, cholecystokininy i insuliny na gruczoły trawienne
- polipeptyd trzustkowy (komórki PP) – hamuje wydzielanie enzymów i wodorowęglanów przez trzustkę.

## Nadnercza
Hormony kory:
- mineralokortykoidy (produkowane w warstwie kłębkowatej, głównie aldosteron) – zwiększają resorpcję sodu z moczu pierwotnego a ułatwiają wydalanie potasu
- glikokortykoidy (produkowane w warstwie pasmowatej)

1. zwiększają poziom glukozy we krwi
2. hamują syntezę białek, ograniczając odporność

- androgeny (produkowane w warstwie siatkowatej) – przyspieszają syntezę białek i wzrost organizmu; odpowiadają za rozwój drugorzędowych męskich cech płciowych

Hormony rdzenia:
- adrenalina:

1. zwęża naczynia krwionośne krążenia skórnego, nerkowego i trzewnego
2. rozszerza naczynia krwionośne tętnic wieńcowych i mięśniowych
3. pozostaje bez wpływu na krążenie mózgowe
4. zwiększa częstość skurczów serca
5. podwyższa ciśnienie krwi
6. rozszerza oskrzela i zwiększa tempo oddechu
7. podwyższa poziom glukozy we krwi
8. przyspiesza rozkład tłuszczów
9. rozszerza źrenice
10. poprawia przytomność umysłu

- noradrenalina – utrzymuje wysokie ciśnienie krwi

## Jądra
- androgeny (testosteron)

1. wpływa na dojrzewanie plemników
2. reguluje popęd płciowy

## Jajniki
- estrogeny (estradiol):

1. rozwój cech płciowych
2. popęd płciowy
3. regulacja cykli menstruacyjnych

- progesteron:

1. ostateczne przygotowanie macicy do przyjęcia blastocysty
2. kontrola przebiegu ciąży

- relaksyna – hamuje skurcze mięśni macicy; rozluźnia spojenie łonowe w czasie porodu